# Primo viaggio di Willem Janszoon
Il primo viaggio di Willem Janszoon si è svolto dal 1605 al 1606 per conto della Compagnia olandese delle Indie orientali. Willem Janszoon fu il capitano del primo sbarco europeo registrato nel continente australiano nel 1606. In qualità di dipendente della Compagnia olandese delle Indie orientali (in olandese Vereenigde Oostindische Compagnie o VOC), Janszoon era stato incaricato di esplorare la costa della Nuova Guinea in cerca di opportunità economiche. Era originariamente arrivato nelle Indie orientali olandesi dai Paesi Bassi nel 1598 e divenne un ufficiale della VOC al momento della sua istituzione nel 1602.
Nel 1606 salpò con la nave Duyfken da Bantam alla costa meridionale della Nuova Guinea, e continuò lungo quella che pensava fosse un'estensione meridionale di quella costa, ma in realtà era la costa occidentale della penisola di Cape York nel Queensland settentrionale. Ha viaggiato a sud fino a Cape Keerweer, dove ha combattuto con gli aborigeni locali e molti dei suoi uomini sono stati uccisi. Di conseguenza, fu obbligato a ripercorrere la sua rotta lungo la costa verso Cape York e poi tornò a Banda.
Janszoon non ha rilevato l'esistenza dello stretto di Torres, che separa l'Australia e la Nuova Guinea. Sconosciuto agli olandesi, l'esploratore spagnolo o portoghese Luis Váez de Torres, che lavorava per la corona spagnola, salpò attraverso lo stretto solo quattro mesi dopo. Tuttavia, Torres non ha riferito di aver visto la costa di una grande massa continentale al suo sud e si presume quindi non abbia visto l'Australia. Poiché le due osservazioni separate di Janszoon e Torres non corrispondevano, le mappe olandesi non includevano lo stretto fino a dopo il passaggio di James Cook nel 1770 attraverso di esso, mentre le prime mappe spagnole mostravano correttamente la costa della Nuova Guinea, ma omettevano l'Australia.

## Antefatti
Janszoon si recò nelle Indie orientali olandesi nel 1598 per le Oude compagnies e divenne un ufficiale della Compagnia olandese delle Indie orientali (Vereenigde Oost-Indische Compagnie (VOC) in olandese) quando fu fondata nel 1602. Dopo due viaggi di ritorno nei Paesi Bassi, tornò nelle Indie Orientali per la terza volta nel 1603 come capitano di tutti i Duyfken. Nel 1605 si trovava a Banda nelle isole Banda, quando, secondo un resoconto dato ad Abel Jansen Tasman, emesso a Batavia il 29 gennaio 1644, il presidente della VOC Jan Willemsz Verschoor gli ordinò di esplorare la costa della Nuova Guinea. Nel settembre 1605 partì per Bantam a Giava occidentale, che la VOC aveva stabilito come primo commercio permanente nel 1603, in modo che il Duyfken potesse essere attrezzato e rifornito per il suo viaggio.

## Il viaggio

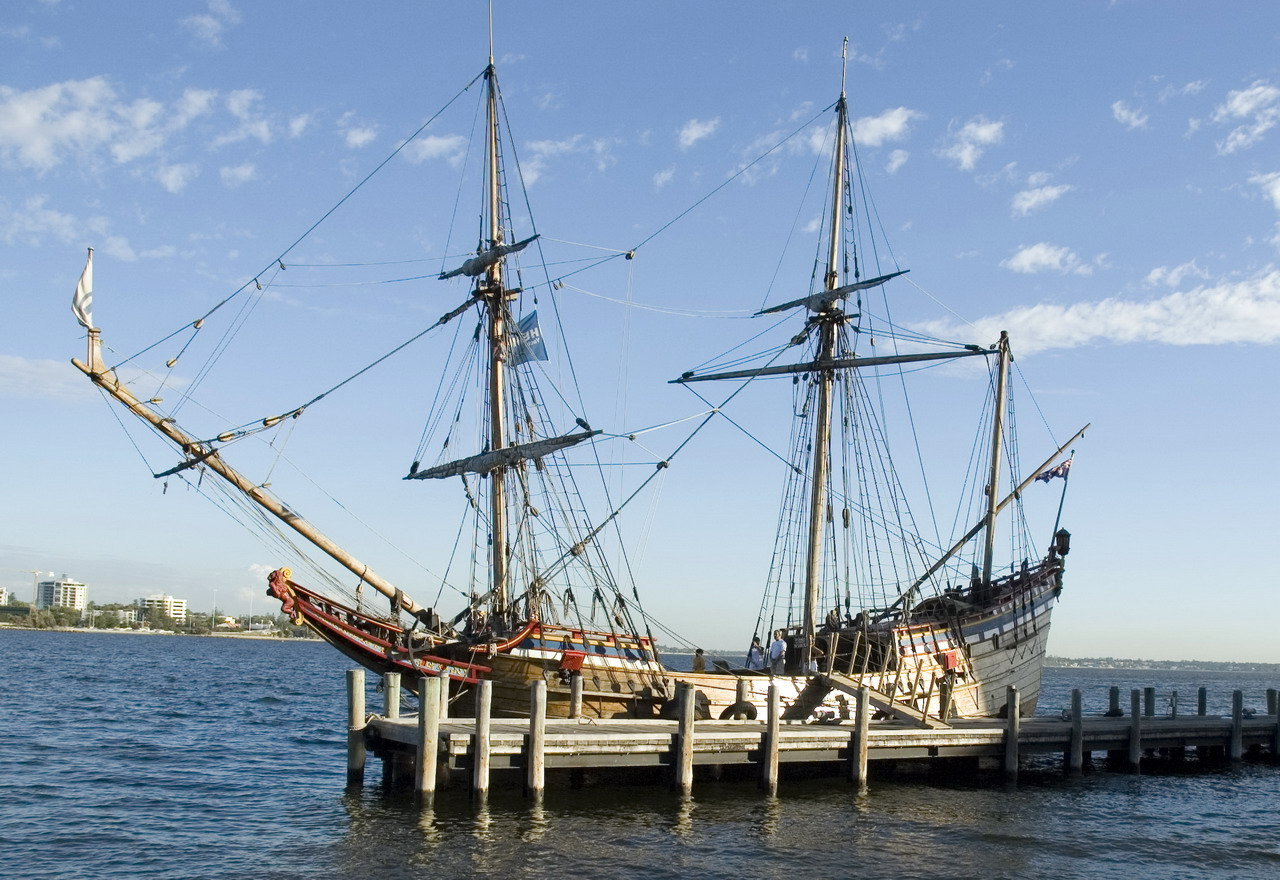
Replica della Duyfken sul fiume Swan nel 2006.

Il 18 novembre 1605, il Duyfken salpò da Bantam alla costa della Nuova Guinea occidentale. Sebbene tutte le registrazioni del viaggio siano andate perdute, la partenza di Janszoon è stata segnalata dal capitano John Saris. Egli registrò che il 18 novembre 1605
Non sono stati individuati registri o mappe originali del viaggio di Janszoon e non si sa quando o come siano stati persi. Tuttavia, sembra che una copia sia stata fatta intorno al 1670 dalla mappa di Janszoon della sua spedizione, che fu venduta alla Biblioteca nazionale austriaca a Vienna nel 1737. Si può dedurre da questa mappa che Janszoon ha poi navigato verso Ambon (il quartier generale della VOC), Banda, le Isole Kai, le Isole Aru e Deyong Point sulla costa della Papua.
Dopo aver esplorato la costa della Papua, il Duyfken ha aggirato Vals Point e ha attraversato l'estremità orientale del Mare di Arafura, senza vedere lo stretto di Torres, nel Golfo di Carpentaria, e il 26 febbraio 1606 è approdato in un fiume sulla sponda occidentale della penisola di Cape York nel Queensland, vicino alla moderna città di Weipa. Janszoon ha chiamato il fiume R. met het Bosch, ma ora è conosciuto come il fiume Pennefather.  Questo è il primo approdo europeo registrato nel continente australiano. Procedette sulla baia di Albatross fino alla baia di Archer,  alla confluenza dei fiumi Archer e Watson, che chiamò Dubbelde Rev (in olandese per doppio fiume) e poi al fiume Dugally, che chiamò Visch (in olandese pesce).

### Cape Keerweer
Secondo le istruzioni del VOC a Tasman (1644), Janszoon e il suo equipaggio percorsero 350 chilometri di costa, da 5° sud a 13° 45' sud, ma scoprirono "che vaste regioni erano per la maggior parte incolte, e alcune parti abitate da barbari neri selvaggi e crudeli che uccisero alcuni dei nostri marinai, così che non si ottenne alcuna informazione sull'esatta situazione del paese e sulle merci ottenibili e richieste lì". Trovò la terra paludosa e sterile, costringendo gli esploratori alla fine ad arrendersi e tornare a Bantam a causa della loro mancanza di "provvigioni e altre cose necessarie". Tuttavia, sembra che l'uccisione di alcuni dei suoi uomini in varie spedizioni costiere sia stata la ragione principale del loro ritorno: tornò indietro dove il suo gruppo ebbe il suo più grande conflitto con gli aborigeni, che in seguito chiamò Cape Keerweer, (in italiano "Capo del ritorno".
Cape Keerweer si trova nelle terre degli aborigeni Wik-Mungkan, che oggi vivono in varie stazioni periferiche e nella vicina stazione della Missione di Aurukun. Il libro Mapoon, scritto da membri del popolo Wik-Mungkan e curato da Janine Roberts, contiene un resoconto di questo sbarco tramandato nella storia orale aborigena.
Secondo questo racconto, alcuni membri dell'equipaggio di Janszoon hanno fatto arrabbiare la popolazione locale, violentando o costringendo le donne a fare sesso e costringendo gli uomini a cacciarle. Ciò ha portato la gente del posto a uccidere alcuni olandesi e bruciare alcune delle loro barche. Si dice che gli olandesi abbiano sparato e ucciso molti dei Keerweer prima di scappare. Tuttavia, gli eventi di una serie di incontri diversi, nel corso di molti anni, con gli europei potrebbero essere stati combinati in queste tradizioni orali.
Ci sono prove documentate che suggeriscono che durante questo viaggio, gli olandesi sbarcarono vicino a Mapoon e sull'isola del Principe di Galles, con la mappa che mostra una linea di traiettoria tratteggiata verso quell'isola, ma non verso Cape Keerweer.

## Ritorno a Banda
Dopo il presunto conflitto, Janszoon ripercorse il suo percorso a nord fino al lato nord della baia di Vliege, che Matthew Flinders chiamò Duyfken Point nel 1802. Passò quindi il suo approdo originale al fiume Pennefather e proseguì fino al fiume ora chiamato Wenlock River. Questo fiume era precedentemente chiamato fiume Batavia, a causa di un errore commesso nella mappa fatta dalla spedizione di Carstenszoon del 1623. Secondo Carstenszoon, il fiume Batavia era un grande fiume, sul quale nel 1606 "gli uomini dello yacht Duijfken salirono con la barca, in quell'occasione uno di loro fu ucciso dalle frecce degli indigeni".
Janszoon ha poi superato Skardon, Vrilya Point, Crab Island, Wallis Island, Red Wallis Island  fino a t Hooge Eylandt ("l'isola alta", ora chiamata Isola di Muralug o Isola del Principe di Galles), su cui alcuni di loro sbarcarono. La spedizione passò quindi dall'isola di Badu al Vuyle Bancken, la barriera corallina continua tra l'isola di Mabuiag e la Nuova Guinea.
Janszoon tornò quindi a Banda attraverso la costa meridionale della Nuova Guinea. Il 15 giugno 1606 il capitano Saris riferì dell'arrivo di
Un riferimento all'esito della spedizione è stato fatto a seguito del viaggio di Willem Schouten del 1615 per conto dell'Australische Compagnie dai Paesi Bassi alle Isole delle Spezie via Capo Horn. La VOC ha chiesto al governo olandese un'ordinanza che vieti all'Australische Compagnie di operare tra Ceylon e 100 miglia (160 km) a est delle Isole Salomone. Nel 1618 presentò un memorandum per perseguire questo ordine che includeva quanto segue:

## Stretto di Torres

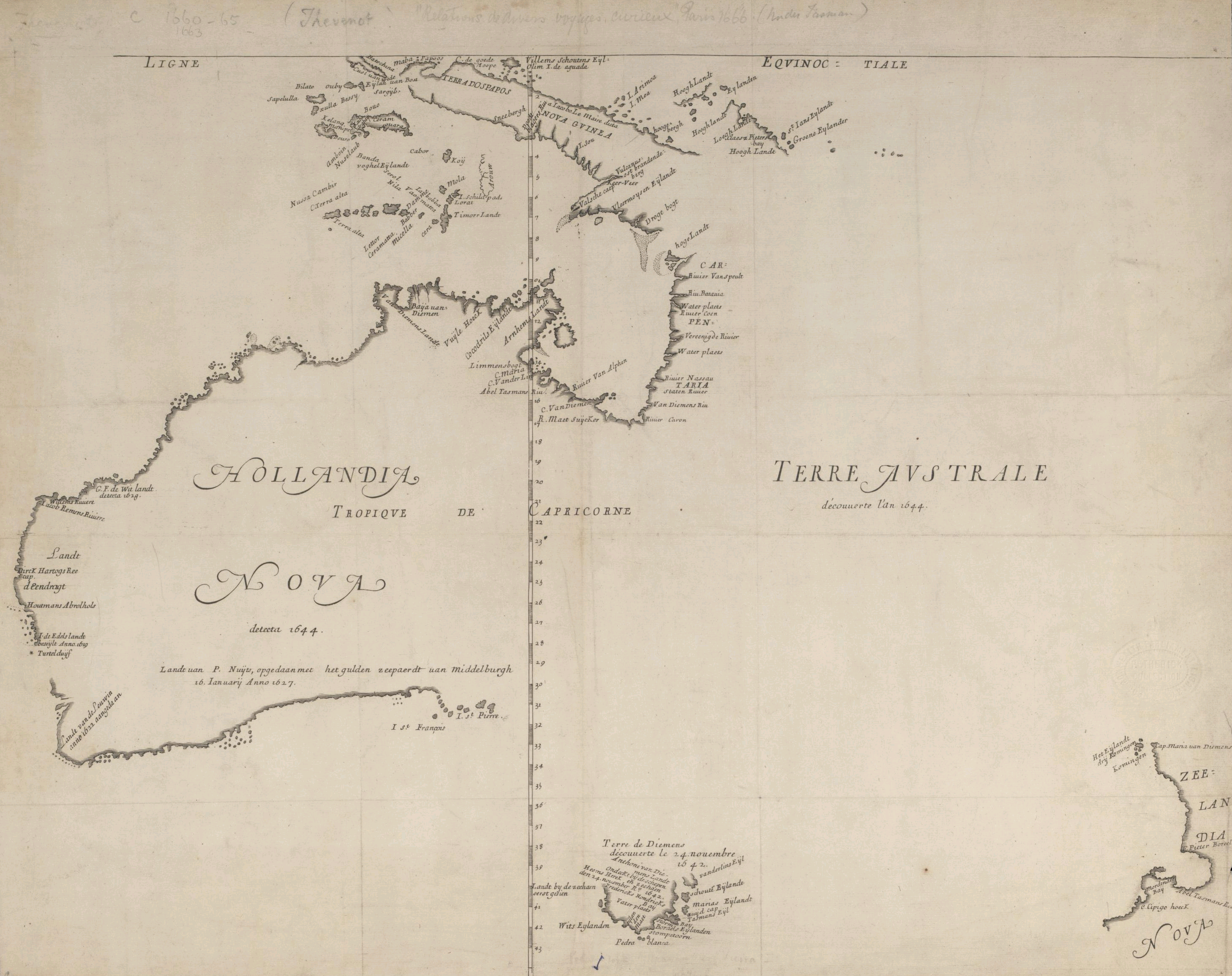
Hollandia Nova, mappa del 1659 tracciata da Joan Blaeu, tratta dal libro Relations de divers voyages curieux di Melchisédech Thévenot nell'edizione del 1663.

Willem Janszoon è tornato nei Paesi Bassi apparentemente nella convinzione che la costa meridionale della Nuova Guinea fosse unita alla terra lungo la quale ha navigato, sebbene la sua stessa carta non abbia verificato la sua affermazione di aver seguito continuamente la costa dove si trova lo stretto di Torres.
Nel 1622, prima dell'esplorazione del Golfo di Carpentaria da parte di Jan Carstenszoon del 1623, Hessel Gerritsz pubblicò una mappa, che includeva la costa di parte della costa occidentale di Cape York. Sebbene questa mappa mostri questa costa come un'estensione della Nuova Guinea, include una nota che si riferisce a mappe spagnole che differivano dalla comprensione olandese dell'area. Ha osservato che mentre le mappe spagnole erano incoerenti tra loro, se confermate, implicavano che la Nuova Guinea non si estendesse per più di 10 gradi a sud, "quindi la terra da 9 a 14 gradi deve essere separata e diversa dall'altra Nuova Guinea". Le mappe spagnole avrebbero rispecchiato il viaggio di Luis Váez de Torres attraverso lo stretto a lui intitolato, che completò all'inizio di ottobre 1606, sebbene gli olandesi non ne sapessero nulla.
Sia Carstenszoon nel 1623 che Tasman nel 1644 furono diretti a cercare un passaggio nell'area dello Stretto di Torres, ma fallirono. A seguito di queste esplorazioni, gli olandesi continuarono a chiedersi se ci fosse un passaggio:
(G. E. Rumphius, ufficiale della VOC, poco dopo il 1685.)
Tuttavia, alcune mappe olandesi, ma non altre come la mappa di Gerritszoon del 1622, mostravano ancora Cape York e la Nuova Guinea come contigue, fino a quando James Cook, che era a conoscenza del viaggio di Torres attraverso Alexander Dalrymple, salpò attraverso lo stretto nel suo primo viaggio nel 1770.

## Coordinate
1. ↑  12°13′S 141°44′E
2. ↑  13°16′S 141°39′E
3. ↑  13°55′S 141°28′E
4. ↑  11°46′S 142°00′E
5. ↑  11°14′S 142°07′E
6. ↑  10°58′S 142°06′E
7. ↑  10°51′S 142°01′E
8. ↑  10°52′S 142°02′E
9. ↑  10°41′S 142°11′E
10. ↑  10°07′S 142°09′E
11. ↑  9°57′S 142°10′E